# SNADS
SNADS（Systems Network Architecture Distribution Services、SNA配布サービス）は、IBMが1980年代に発表した、オフィス文書の配布・保管用の通信プロトコルのこと。
SNADSはSNAをベースとした、文書交換用のメッセージングプロトコルで、非同期通信を可能とした。SNADSはIBM DISOSSやIBM OfficeVisionなどのアプリケーションや、OS/400などのオペレーティングシステムでも使用された。